# Demirciler, Dilovası
Demirciler là một xã thuộc huyện Dilovası, tỉnh Kocaeli, Thổ Nhĩ Kỳ. Dân số thời điểm năm 2010 là 531 người.